# Fwrite
fwriteは、C言語の標準入出力ヘッダー <stdio.h> で宣言されている関数である。
主に、バイナリ形式のファイル出力に使われる。

## 形式
ISO/IEC 9899:1999 では、以下のように定義されている。
概要
#include <stdio.h>
size_t fwrite(const void * restrict ptr, size_t size, size_t nmemb, FILE * restrict stream);

説明
fwrite関数は、ptrが指す配列から、sizeで指定された大きさを持つ要素を最大nmemb個まで、streamが指すストリームに書き込む。各オブジェクトに対して、オブジェクトの上に正確に重なっているunsigned charの配列から値を（順に）取得しながら、fputc関数がsize回だけ呼び出される。ストリームのファイル位置指示子（定義されている場合）は、正常に書き込まれた文字数だけ進む。エラーが発生した場合、ストリームのファイル位置指示子の結果は不定である。
返却値
fwrite関数は、書き込みに成功した要素の数を返すが、書き込みエラーが発生した場合のみ、nmembよりも小さくなる。sizeまたはnmembがゼロの場合、fwriteはゼロを返し、ストリームの状態は変更されない。
ISO/IEC 9899:2018 でも同様である。

## テキストモード
streamがテキストモードで開かれていた場合、改行コードLFは書き込みの際にCR+LFで置換される処理系もある。詳細は各処理系のリファレンスを参照のこと。

## コード例
ユーザーの入力を受け取り、バイナリモードで sample.dat に書き込んだ後、読み込んで表示する。
```
#include
 
<stdio.h>

#include
 
<string.h>

static
 
void
 
printDoubleAsBigEndianHexBytes
(
double
 
x
)
 
{

    
unsigned
 
char
 
buf
[
sizeof
(
double
)];

    
size_t
 
i
;

    
memcpy
(
buf
,
 
&
x
,
 
sizeof
(
double
));

    
printf
(
"0x"
);

    
for
 
(
i
 
=
 
0
;
 
i
 
<
 
sizeof
(
double
);
 
++
i
)
 
{

        
printf
(
"%02x"
,
 
buf
[
i
]);

    
}

    
puts
(
""
);

}

int
 
main
(
void
)
 
{

    
const
 
char
*
 
const
 
fileName
 
=
 
"sample.dat"
;

    
FILE
*
 
fp
;

    
double
 
v
;

    
size_t
 
len
;

    
puts
(
"Input a real number:"
);

    
if
 
(
scanf
(
"%lf"
,
 
&
v
)
 
!=
 
1
)
 
{

        
fprintf
(
stderr
,
 
"Failed to read a number from stdin.
\n
"
);

        
return
 
-1
;

    
}

    
printDoubleAsBigEndianHexBytes
(
v
);

    
/* ファイルへの書き込み */

    
fp
 
=
 
fopen
(
fileName
,
 
"wb"
);

    
if
 
(
fp
 
==
 
NULL
)
 
{

        
fprintf
(
stderr
,
 
"Cannot open 
\"
%s
\"
 in write mode.
\n
"
,
 
fileName
);

        
return
 
-1
;

    
}

    
len
 
=
 
fwrite
(
&
v
,
 
sizeof
(
double
),
 
1
,
 
fp
);
 

    
if
 
(
len
 
!=
 
1
)
 
{

        
fclose
(
fp
);

        
fprintf
(
stderr
,
 
"Failed to write to 
\"
%s
\"
.
\n
"
,
 
fileName
);

        
return
 
-1
;

    
}

    
fclose
(
fp
);

    
/* ファイルからの読み込み */

    
fp
 
=
 
fopen
(
fileName
,
 
"rb"
);

    
if
 
(
fp
 
==
 
NULL
)
 
{

        
fprintf
(
stderr
,
 
"Cannot open 
\"
%s
\"
 in read mode.
\n
"
,
 
fileName
);

        
return
 
-1
;

    
}

    
len
 
=
 
fread
(
&
v
,
 
sizeof
(
double
),
 
1
,
 
fp
);

    
if
 
(
len
 
!=
 
1
)
 
{

        
fclose
(
fp
);

        
fprintf
(
stderr
,
 
"Failed to read from 
\"
%s
\"
.
\n
"
,
 
fileName
);

        
return
 
-1
;

    
}

    
fclose
(
fp
);

    
printf
(
"Read value: %f
\n
"
,
 
v
);

    
printDoubleAsBigEndianHexBytes
(
v
);

    
return
 
0
;

}

```

なお、標準Cの言語仕様では、sizeof(double)の結果は規定されていない。doubleの値がIEEE 754準拠の倍精度浮動小数点数表現であることも規定されておらず、エンディアンも規定されていない。そのため、上記のコードによって生成されたバイナリファイルが、異なるプラットフォームでも同じように読み込めるとは限らない。